# Gran Premio Copa de Oro
El Gran Premio Copa de Oro es una carrera de caballos de Argentina y se disputa en el césped del Hipódromo de San Isidro sobre la distancia de 2400 metros. Es una competencia de Grupo 1 en la escala internacional y su copa lleva el nombre de Alfredo Lalor, presidente del Jockey Club de Buenos Aires entre 1990 y 2001.
Se realiza en el mes de noviembre, como preparatorio de los caballos adultos (4 años y más edad, ambos sexos) de cara al Gran Premio Carlos Pellegrini, ya que su distancia y pista son idénticas.
La historia de la competencia para fondistas mayores data de 1981. Desde entonces, la Copa de Oro es una contienda de los principales fondistas, que en algunos casos deparó como vencedores a ejemplares que también se adjudicaron el Gran Premio Internacional Carlos Pellegrini, ante los mejores caballos de la región.

## Últimos ganadores de la Copa de Oro
| Año  | Ganador          | País | Jockey               | País | Padre              | País | Madre            | País | Criador                          | Caballeriza                 | Colores            |
| ---- | ---------------- | ---- | -------------------- | ---- | ------------------ | ---- | ---------------- | ---- | -------------------------------- | --------------------------- | ------------------ |
| 2024 | El Kodigo        |      | Gustavo Calvente     |      | Equal Stripes      |      | I'm Moving On    |      | Haras Juan Antonio               | Juan Antonio                |                    |
| 2023 | Treasure Island  |      | Francisco Gonçalves  |      | Treasure Beach     |      | Mandarine Jelly  |      | Haras El Doguito                 | Bien De Abajo               |                    |
| 2022 | Durazzo          |      | Francisco Gonçalves  |      | Fortify            |      | Dale Lunfa       |      | Haras Marías Del Sur             | Marías Del Sur              |                    |
| 2021 | Cool Day         |      | Eduardo Ortega Pavón |      | John F. Kennedy    |      | Cool Site        |      | Haras Abolengo                   | Establecimiento Mariana Eva |                    |
| 2020 | Pinball Wizard   |      | Juan Cruz Villagra   |      | Orpen              |      | Pink Pony        |      | Haras Carampangue                | Don Teodoro                 |                    |
| 2019 | Emiterio         |      | Cristian Velazquez   |      | Treasure Beach     |      | Rye Hill         |      | Mauricio Milanese                | Don Ibaldo                  |                    |
| 2018 | Sixties Song     |      | Pablo Falero         |      | Sixties Icon       |      | Blissful Song    |      | Haras Firmamento                 | Savini                      | Horse racing silks |
| 2017 | Puerto Escondido |      | Pablo Falero         |      | Hurricane Cat      |      | Surf Point       |      | Haras El Mallín                  | Facundito                   | Horse racing silks |
| 2016 | Must Go On       |      | Pablo Falero         |      | Freud              |      | Miss Mucura      |      | Haras Santa Inés                 | Tata y Tigre                | Horse racing silks |
| 2015 | Es Después       |      | Eduardo Ortega Pavón |      | Espaciado          |      | After She        |      | Haras Vadarkblar                 | Eldorado                    | Horse racing silks |
| 2014 | Soy Carambolo    |      | Juan Carlos Noriega  |      | Val Royal          |      | La Carambola     |      | Haras Polo                       | Haras Polo                  | Horse racing silks |
| 2013 | Fragotero        |      | Pablo Falero         |      | Roman Ruler        |      | Fígara           |      | Haras Vacación                   | La Aguada                   | Horse racing silks |
| 2012 | Rabid In The Rye |      | Edwin Talaverano     |      | Catcher In The Rye |      | Hidden Rabid     |      | Haras La Biznaga                 | Las Canarias                | Horse racing silks |
| 2011 | Jumbalaya        |      | Altair Domingos      |      | Pure Prize         |      | Just The Same    |      | Haras La Providencia             | La Providencia              | Horse racing silks |
| 2010 | Fuego y hierro   |      | Altair Domingos      |      | Pure Prize         |      | Fusilette        |      | Haras Santa María de Araras      | Alfa                        | Horse racing silks |
| 2009 | Life of Victory  |      | Adrián Giannetti     |      | Incurable Optimist |      | La Gran Portada  |      | Haras Orilla del Monte           | El Gusy                     | Horse racing silks |
| 2008 | Eyeofthetiger    |      | Edwin Talaverano     |      | Tempranero         |      | Coy Sister       |      | Alessandro Arcangeli             | Don David                   | Horse racing silks |
| 2007 | Life of Victory  |      | Rodrigo Blanco       |      | Incurable Optimist |      | La Gran Portada  |      | Haras Orilla del Monte           | El Gusy                     | Horse racing silks |
| 2006 | Storm Mayor      |      | Pablo Falero         |      | Bernstein          |      | Maya Toss        |      | Haras La Biznaga                 | Starlight                   | Horse racing silks |
| 2005 | Matador Marshal  |      | Gustavo Calvente     |      | Parade Marshal     |      | Mat Music        |      | Haras Firmamento                 | Abulagar                    | Horse racing silks |
| 2004 | Grand Vitesse    |      | Pablo Falero         |      | Potrillon          |      | La Gran Senora   |      | Álvaro Vargas Lerena             | EVG                         | Horse racing silks |
| 2003 | Sterling Ensign  |      | Damián Ramella       |      | Firery Ensign      |      | Selva's Best     |      | Haras San Francisco de Pilar     | Raffaella                   | Horse racing silks |
| 2002 | Grand Vitesse    |      | Pablo Falero         |      | Potrillon          |      | La Gran Senora   |      | Álvaro Vargas Lerena             | EVG                         | Horse racing silks |
| 2001 | Gold Fire        |      | Edgardo Gramática    |      | Firery Ensign      |      | Sara Gold        |      | Haras Firmamento                 | Eme Ele                     | Horse racing silks |
| 2000 | John Dual        |      | Christian Domínguez  |      | Johnny's Prospect  |      | Dual Girl        |      | Haras La Biznaga                 | El Peje                     | Horse racing silks |
| 1999 | Ixal             |      | Jorge Ojeda          |      | Intérprete         |      | Excel Bali       |      | Haras El Paraíso                 | Chichín                     | Horse racing silks |
| 1998 | Snappy John      |      | Jorge Valdivieso     |      | Forlitano          |      | Shecky Vous      |      | Larry Metheney y Thomas Tribolet | Chopy                       | Horse racing silks |
| 1997 | Diddler          |      | Pablo Falero         |      | Political Ambition |      | Double Account   |      | Haras Vacación                   | Vacación                    | Horse racing silks |
| 1996 | La Soberbia      |      | Pablo Falero         |      | Octante            |      | Extupenda        |      | Haras El Paraíso                 | Los Patrios                 | Horse racing silks |
| 1995 | Fantasio         |      | Carlos Zuco          |      | Fatly              |      | Laguna Blanca    |      | Haras Income                     | La Titina                   | Horse racing silks |
| 1994 | Fantasio         |      | Walter Serrudo       |      | Fatly              |      | Laguna Blanca    |      | Haras Income                     | La Titina                   | Horse racing silks |
| 1993 | Bullicioso In    |      | Rubén Laitán         |      | Just In Case       |      | Bunny Dancer     |      | Haras Firmamento                 | Patria Grande               | Horse racing silks |
| 1992 | L'Express        |      | Horacio Karamanos    |      | Un Reitre          |      | Caroling Express |      | Haras La Borinqueña              | La Borinqueña               | Horse racing silks |